# 77870 MOTESS
77870 MOTESS è un asteroide della fascia principale. Scoperto nel 2001, presenta un'orbita caratterizzata da un semiasse maggiore pari a 2,8671111 UA e da un'eccentricità di 0,1051259, inclinata di 17,07378° rispetto all'eclittica.
L'asteroide è dedicato all'omonimo sistema di osservazione.